# The Bugler of Battery B
The Bugler of Battery B è un cortometraggio muto del 1912 diretto da Kenean Buel. Prodotto dalla Kalem Company, è interpretato da Guy Coombs e  Anna Q. Nilsson, due attori che interpretarono insieme numerosi film e che poi furono marito e moglie dal 1913 al 1916.

## Produzione
Il film fu prodotto dalla Kalem Company.

## Distribuzione
Distribuito dalla General Film Company, il film - un cortometraggio in una bobina - uscì nelle sale cinematografiche statunitensi il 10 luglio 1912.